# Локшен
Локшен (идиш: לאָקשן, также итрийот, иврит: איטריות), или еврейская яичная лапша — общее название разных видов еврейской ашкеназской яичной лапши.

## Описание

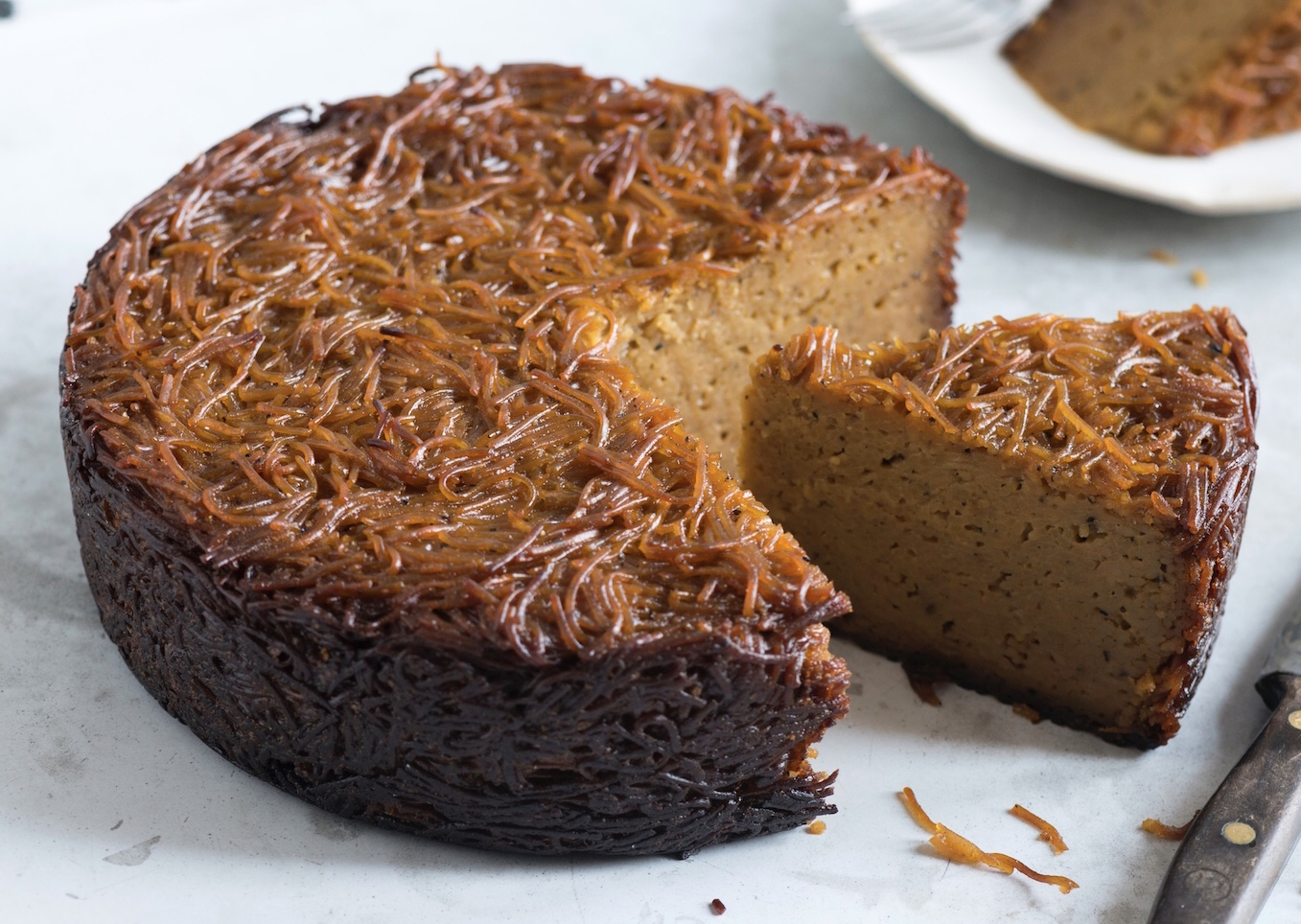
Кугель, приготовленный из локшен и других ингредиентов

Локшен используется во множестве еврейских блюд, включая куриный суп, кугель, каша варнишкес, локшен мит кэсе, а также в качестве гарнира к еврейской грудинке, кисло-сладким фрикаделькам, курице с абрикосами и многим другим блюдам. Её также можно подавать с топлёным маслом или простым томатным соусом. В Соединённых Штатах локшен также используется в качестве основы для различных запеканок, включая запеканку с тунцом и лапшой, а также сладких и солёных локшен-кугелей.
Существует множество видов локшен по толщине: от очень тонкой до очень широкой.
Разновидностью локшен являются фарфель (идиш: פֿאַרפֿל, фарфл; от средневерхненемецкого varveln) — небольшие макароны в форме гранул или хлопьев, которые делают из теста для локшен.
Существует много брендов-производителей локшен.

## История

### Происхождение
«Евреи едят много локшен в Шаббат, потому что лапша символизирует единство народа Израиля: они настолько переплетены, что их невозможно разделить». (Рабби Пинхас из Кореца) 
Лапша упоминается в Библии под названием «итрийот». Лапша снова упоминается в Иерусалимском Талмуде (Hallah 57d, Beitza 60d), который был опубликован около 350 г. н. э.; по словам историка кулинарии Чарльза Перри, это были первые явные упоминания о варёной лапше за пределами Китая. Китайская лапша распространилась по Шёлковому пути в Персию, где она вошла в местную кухню примерно в V веке нашей эры, а еврейские купцы играли заметную роль в торговле на Шёлковом пути. Примерно в это же время лапша упоминается в Вавилонском Талмуде как «риата» (вероятно, связано с «реште»), словом персидского происхождения. Лапша была популярна среди евреев Ближнего Востока в течение первого тысячелетия нашей эры и оставалась популярной среди евреев-сефардов, когда позже она была завезена в Италию, Испанию и Южную Европу. Паста была популярна среди сефардов и итальянских евреев, а позже стала популярна среди французских евреев Прованса, которых в XII веке нашей эры было на этих землях довольно много. В первом тысячелетии евреи-мизрахи также имели множество собственных разновидностей лапши.
Существуют источники, согласно которым лапша или макароны существовали в меню евреев на Сицилии в XII веке ещё до того, как Марко Поло попробовал их в Китае.

### Ранняя история
Классическая ашкеназская лапша, локшен, возникла под влиянием Германии и возникла в результате слияния традиций Центральной Азии и Прованса. По словам еврейского историка кулинарии раввина Гила Маркса, лапша локшен была впервые приготовлена примерно в XIII веке.
В Италии соблюдающие Шаббат евреи готовили из лакшен или пасты холодные блюда, так как готовить горячее в Шабат запрещено, придумав таким образом различные популярные салаты и другие блюда из макарон.

### Современная история
В Израиле термин «локшен», обозначающий «еврейскую яичную лапшу», вышел из употребления в иврите к середине XX века благодаря усилиям Элиэзера Бен-Иехуды, который в 1908 году заменил слово локшен на древнееврейское и иудео-арабское слово «итрийот». Постепенно оно вытеснило локшен в местном лексиконе и употребляется до сих пор.